# Antonio Ruberti
Antonio Ruberti (24 janvier 1927 – 4 septembre 2000) est un ingénieur et homme politique italien. Il a été membre du gouvernement italien et de la Commission européenne et aussi professeur d'ingénierie à l'Université de Rome « La Sapienza ».

## Biographie
Antonio Ruberti est né à Aversa dans la province de Caserta, en Campanie. 
Il reçoit une formation d'ingénieur et enseigne le contrôle de l'ingénierie et de la théorie des systèmes comme le premier chef du Département des Sciences et d'Ingénierie de l'université La Sapienza à Rome, université dont il est plus tard recteur. 
En 1987, il rejoint le gouvernement italien, en tant que ministre pour la Coordination de la Recherche scientifique et technologique. Il occupe ce poste pendant cinq ans. Il est nommé à la Commission européenne par le gouvernement italien en 1993 ; il rejoint la Commission Delors III avec un portefeuille couvrant la science, la recherche, le développement technologique et l'éducation. Au cours de ce mandat de courte durée, il lance une série de nouvelles initiatives, y compris les programmes Socrates et Leonardo da Vinci, la Semaine européenne de la culture scientifique, et le forum européen de Science et de Technologie. Après avoir quitté la commission, le professeur Ruberti est de nouveau élu au Parlement italien, où il préside le Comité pour les Politiques de l'Union européenne.
Il meurt à Rome en 2000.